# Georges Autard
Georges Autard né à Cannes le 17 avril 1951 est un peintre et graveur français.
Il vit et travaille à Marseille et fut enseignant à l'École supérieure d'art et de design Marseille-Méditerranée. Son œuvre s'inscrit dans la suite du courant de l'expressionnisme abstrait.

## Biographie

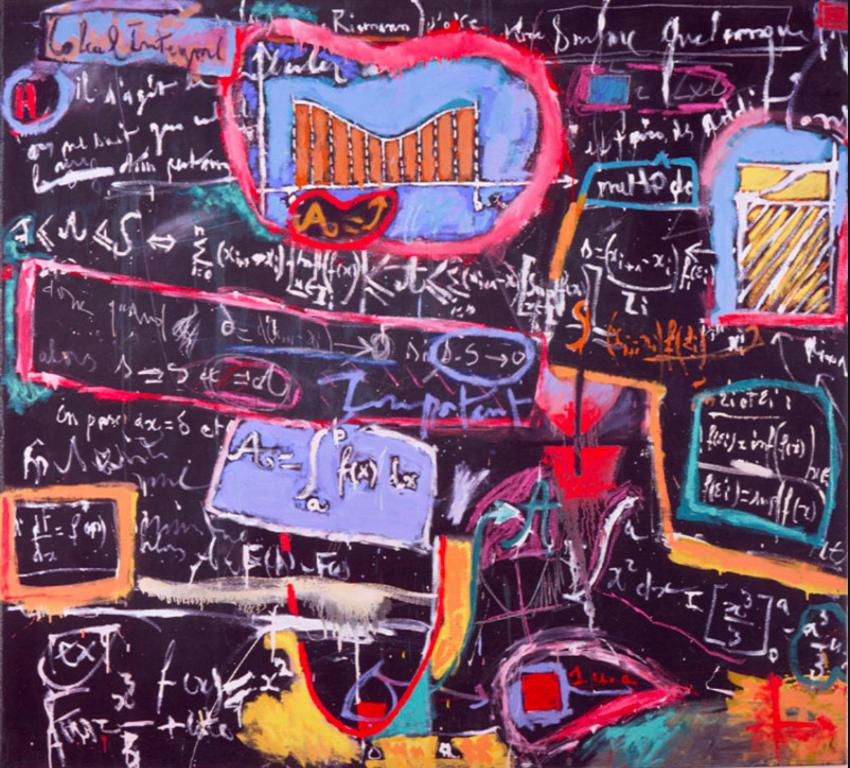
Tableau noir, 1981-1982,, localisation inconnue.

Commençant à peindre en 1975 alors qu'il suit les cours de mathématiques de l'université de Provence à Marseille, Georges Autard, titulaire de sa maîtrise en 1976, est dans un premier temps professeur de mathématiques. C'est ainsi que Philippe Piguet restitue qu'« il apparaît sur la scène artistique au début des années 80 avec toute une iconographie de formules mathématiques reversées à l'ordre de la peinture. Grands tableaux noirs, dessins algébriques, axiomes et théorèmes formalisés sanctionnent alors sa façon de s'approprier le champ de la toile dans une urgence singulière ».
Après ses accumulations d'objets des années 1982-1984 — les Lunettes, les Vestes, les Bicyclettes —, les œuvres de Georges Autard persistent à présenter de nettes réminiscences de sa formation puisqu'elles suggèrent toujours des tableaux noirs chargés de signes et d'écritures, comme pour une histoire qui y semble codifiée. En 1990, en même temps qu'il aborde deux de ses thèmes importants, Per ornamento, et les Dessins napolitains, Georges Autard donne à ses tableaux plus de matière et plus de couleur. Intéressé alors par les travaux de Claude Viallat, simultanément fasciné par une Descente de croix de Fra Angelico, il s'affirme « expressionniste » et « narratif », mais aussi poursuivi par l'idée de chaos. Plusieurs récits désordonnés interfèrent en un seul tableau, comprend ainsi Annie Pagès. Tel Dessin napolitain (pastel) est de la sorte constitué d'« îlots de sens » : hétéroclite, pluriel, il met en situation des bribes de croix, des clous christiques ensanglantés, légendés du mot « relique », et l'écriture omniprésente du nom de Pythagore qui surgit là inopinément, à la façon d'une immixtion mathématique (ce qu'Autard appelle « le bon sens ») dans un univers mystique (ce qu'il conduit par jeu de mots à devenir « le Bon Sang »). « Raffolant à l'extrême des jeux de mots, des doubles sens et des analogies », faisant de la sorte glisser les « sens », Autard jette des ponts qui font se rejoindre des champs différents, l'ordre logique et l'ordre sacré, « l'analytique et le métaphysique », voire plus directement encore le Christ (les clous-reliques) et l'anti-Christ (Pythagore), offrant à Élisabeth Védrenne d'interpréter que « la perte de ce sang a entraîné la perte du sens, puis l'absence de centre, puis l'absence du linéaire, entraînant à son tour la multiplication des faisceaux, elle-même égale à la perte du sens unique, au règne de la simultanéité ». Distribuant donc les « îlots de sens » que sont les motifs figuratifs (ici le clou et les bribes de croix) et les légendes (ici les mots « relique » et « Pythagore ») en une surface abstraite, privée de centre et cependant géométriquement organisée en stries et arabesques multicolores, l'œuvre suggère finalement à Jean-Pierre Delarge un fragment de papier peint des années 1930.
C'est à compter de 1998 que Georges Autard se rend régulièrement dans les hauts-lieux du bouddhisme tibétain (huit séjours au Ladakh et au Zanskar) et du bouddhisme zen (quatre voyages au Japon, dont il étudie la langue) qui lui inspirent tant des séries abstraites — les Prosternations inspirées des traces des moines tibétains qui rampent sur le sol — que de semi-figuratifs Dessins sur papier non titrés évoquant tout autant la vie monacale. Dans le même temps d'autres tableaux le conduisent des citations de Paul Cézanne, des Nymphéas de Claude Monet, de Pablo Picasso et de Joseph Beuys à sa suite des Slogans (Paradise Now, My black is back, Wisdom and compassion…).
« Le parcours de Georges Autard traverse des styles si différenciés, des démarches si diverses, des techniques si inconciliables, écrit François Bazzoli, qu'il atteint aujourd'hui à une cohérence et une logique reconnaissables […] Ayant intégré dans sa violence picturale, maintenant contenue et canalisée, les architectures théoriques de Paul Cézanne aux cubistes jusqu'à nos jours, Georges Autard les détoure et les détourne avec les moyens techniques et analytiques de son temps ». Et Frédéric Valabrègue d'ajouter : « On a là tout le vide-poche, tous les bavardages d'atelier, toute la sédimentation de possibles rassemblant le geste ultime ou de dernier ressort. On traverse la multiplicité des intérêts, des époques et des admirations […] pour en ressentir que c'est là le contraire d'une œuvre tendancieuse, mais demeurant mobile et d'une jeunesse regagnée ».

## Bibliophilie
- Bernard Lamarche-Vadel, L'eusses-tu cru que ton père fut là peint?, illustré de 13 alugraphies de Georges Autard, 320 exemplaires numérotés, édité par Centre de création contemporaine, Tours, Éditions Voix Richard Meier, 1985.
- Lettre à Georges Autard, poème de Michel Butor, avec une peinture de Georges Autard, un vidéogramme de Jean-Michel Vecchiet et une photographie d'André Villers. 60 exemplaires numérotés, Éditions de la Malautière, 1993.

## Expositions

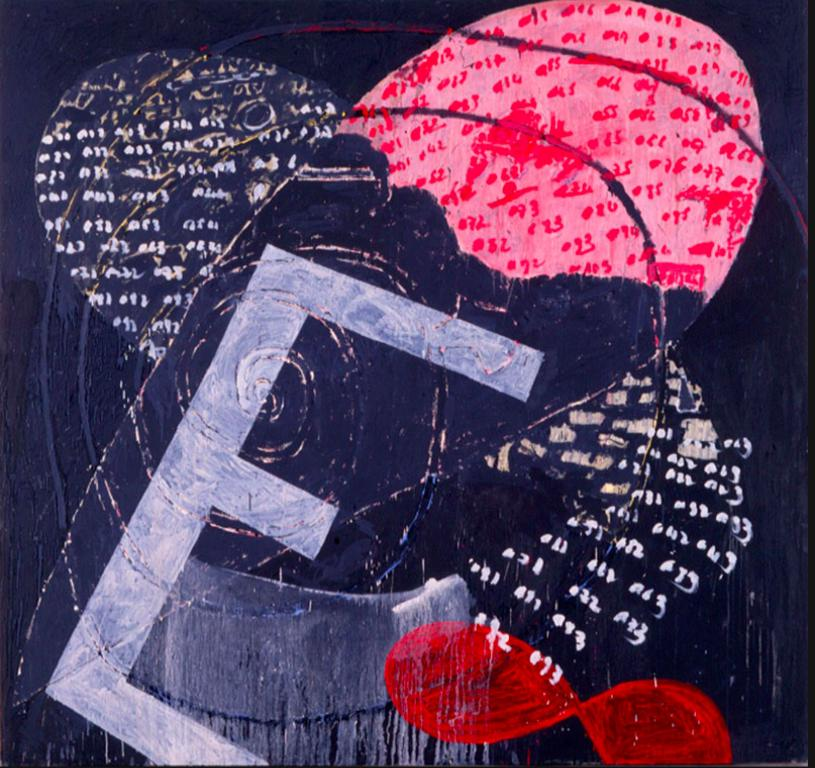
Grand E blanc, 1984,, localisation inconnue.

### Expositions personnelles
- Galerie associative Robert Grimaldi, Aix-en-Provence, 1981.
- Galerie Christian Laune, Montpellier, 1984.
- Galerie Arlogos, Nantes, 1984, 1986.
- Galerie Terzo Livello, Florence, 1984.
- A.R.C.A., Marseille, 1985.
- Galerie Montenay-Delsol (puis Montenay-Giroux), Paris, 1985, 1986[13], 1987, 1990 (Thème des Dessins napolitains[5]), 1991 (stand FIAC), 1994, 1997, 1998.
- Studio Guenzani, Milan, 1987.

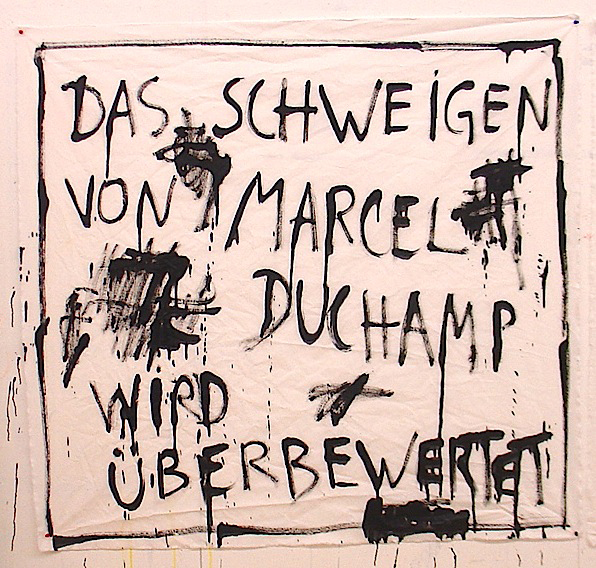
DAS…, 2017,, localisation inconnue.

- Galerie Athanor, Marseille, 1987, 1992, 1996[14], 1999 (Géométries)[15], 2000, 2002, 2004, 2007.
- Galerie Storer, Zurich, 1987.
- Centre de création contemporaine, Tours, 1988.
- Galerie Carreton-Laune, Nîmes, 1988.
- Galerie Aubes, Montréal, 1988[16].
- Georges Autard - Travaux récents, musée des Beaux-Arts de Carcassonne, octobre-novembre 1988.
- Galerie L.A. Daane, Amsterdam, 1988.
- Institut français de Naples, 1990.
- Per Ornamento, Musée Cantini, Marseille, 1990.
- La Fabrique de Parasols, Saint-Étienne, 1991.
- Galerie Sin Titulo, Nice, 1992.
- Musée Gassendi, Digne-les-Bains, 1994, 1997 (L'univers géologique de Georges Autard).
- Chapelle Saint-Martin du Méjan, Arles, 1997.

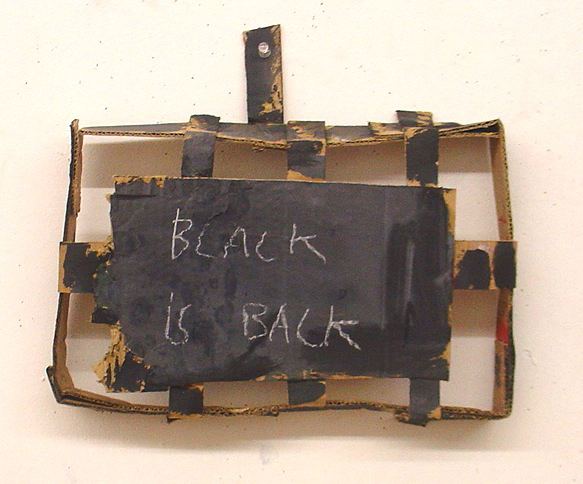
Black is back, 2017,, localisation inconnue.

- Galerie Françoise Vigna, Nice, 1999[17].
- Georges Autard - Œuvres récentes, Musée d'Art moderne de Céret, octobre 2001 - janvier 2002[18].
- L'eusses-tu cru que ton père fut là peint?, Galerie AL/MA, Montpellier, mai 2003[19].
- Galerie Porte avion, Marseille, janvier-février 2005[20].
- Villa Tamaris, La Seyne-sur-Mer, janvier-mars 2006.
- Georges Autard, Peintures et dessins, galerie Künstburoberlin, Berlin, juin 2007[21].
- Prosternations, galerie AL/MA, Montpellier[10] et galerie Porte avion, Marseille[22],[9], 2009.
- Paradise Now, galerie du Tenyidor, Collioure, 2011[23].
- Paradise Now, galerie Porte avion, Marseille, 2013[24].
- Black is back, galerie AL/MA, Montpellier, novembre-décembre 2013[25],[26],[27].
- Mystik Esthetik Kommando, CAIRN Centre d'art, Digne-les-Bains, avril-juin 2018[28],[29].

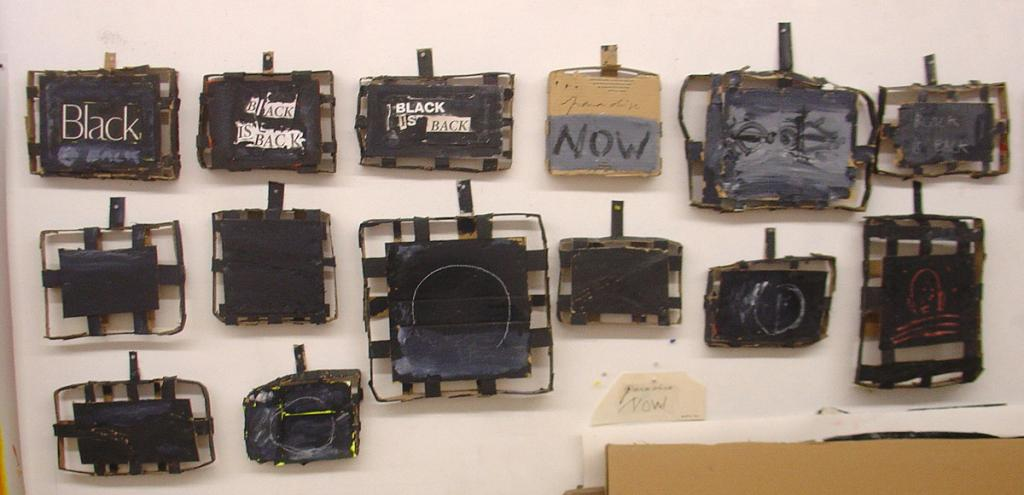
Série Statements, 2017, localisation inconnue.

- Statements, Brigitte March International Contemporary Art, Stuttgart, 2019[30].
- La forme informe, galerie AL/MA, Montpellier, 2020[31].
- Mystik Esthetik Kommando, galerie Patrick Bartoli, Marseille, 2020.
- Do your own thing - Georges Autard, latest pieces, Galerie Ars Longa, Aix-en-Provence, 2021.
- Georges Autard - Paradise now, Galerie Zemma, Marseille, février-mars 2023[32],[33],[34].

### Expositions collectives
- Dix ans de création, musée Cantini, Marseille, 1980.
- Midi et demi, Festival d'Avignon, 1981.
- 7e Biennale de la peinture méditerranéenne, galerie des Ponchettes, Nice, 1981.
- Attention, peinture fraîche ! - Georges Autard, Gilbert Della Noce, Didier Demozeau, Claude Goiran, Didier Mencoboni, Henri Olivier, galerie d'art contemporain des musées de Nice, 1983.
- Trans-figuration, ARCA, Marseille, 1983.
- Cent ans après, dix ans plus tard, cinq peintres d'aujourd'hui, galerie 73, Giverny.

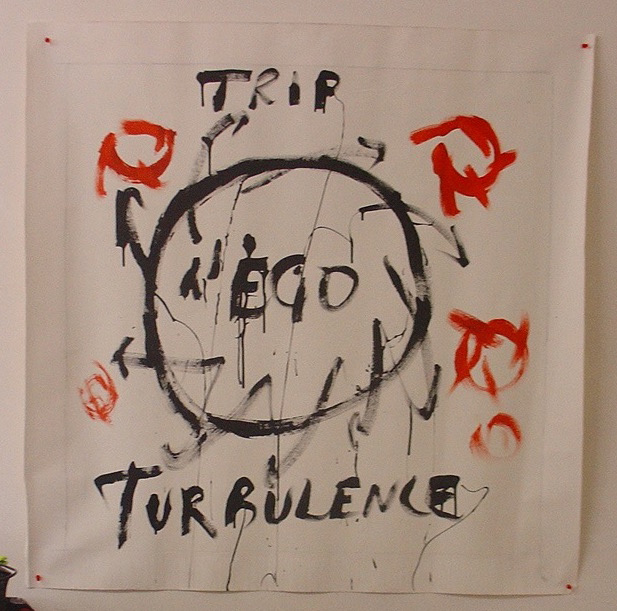
Ego trip, 2016,, localisation inconnue.

- Ils collectionnent. Premiers regards sur les collections privées d'art contemporain, musée Cantini, Marseille, 1985.
- 2e Biennale d'art contemporain, Tours, 1985.
- Le style et le chaos, musée du Luxembourg, Paris, 1985.
- Sagas venant du sud, parcours dans l'art contemporain de Bordeaux et de Nice, Palau Meca, Barcelone, 1985.
- Foire internationale d'art contemporain (stand Galerie Monteney-Delsol, Pars), Grand Palais, Paris, octobre 1985.
- Trente-huit artistes de la Collection Peter Stuyvesant, Institut néerlandais, Paris, 1986.
- Musée des beaux-arts de Calais, 1986.
- Georges Autard, Jean-Luc Poivret, Gérald Thupinier, Espace lyonnais d'art contemporain, gare Perrache, Lyon, décembre 1986 - janvier 1987.
- Exposition itinérante : 9 artistes franceses, Madrid, Valence, Grenade (Espagne), 1987.
- Biennale d'Alexandrie (Égypte), 1988.
- La peinture en France, une génération, exposition itinérante, musée d'Art moderne de la ville de Paris, musées de Bogota, Brasilia et Rio de Janeiro, 1989.
- Nos années 80, Fondation Cartier pour l'art contemporain, Paris, 1989.
- Georges Autard, Pascal Kern, Jean-Luc Poivret, galerie Miguel Marcos, Madrid, mars 1990.
- Samazamaraki, Sogetsu Art Gallery, Tokyo, 1991.
- Ben. Autard. Alechinsky, FRAC Centre, Orléans, 1992.
- Vingt artistes marseillais, Anvers, 1993.
- Regard du savant, regard de l'artiste, CCSTI Arts et sciences, Marseille, 1993.
- Sélection du FRAC PACA, galerie marchande, Anvers, 1994.

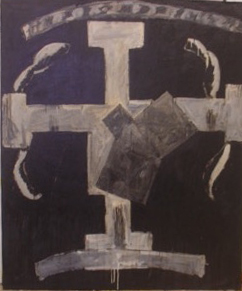
Croix blanche sur fond noir, 1985,, localisation inconnue.

- Réconciliation, chapelle du collège, Carpentras, 1995.
- 2e Bourse d'art monumental, Ivry-sur-Seine, 1997.
- Ma belle utopie, galerie de l'École des beaux-arts de Marseille, 1997.
- Collection en mouvements, musée des Beaux-Arts de Lons-le-Saunier, 1997.
- Soixante artistes avec Michel Butor, médiathèque Louis Aragon, Le Mans, septembre-octobre 1998.
- Les artistes et la science, technopôle de Château-Gombert, Marseille, 2004.
- Dessinécriture, musée Ziem, Martigues, 2004.
- Istanbul Art Fair, galerie Kunstbüroberlin, Istanbul, 2008.
- Quand la vie est un arbre, Maison de la Nature des quatre frères, Le Beausset, octobre-novembre 2009.
- Le Fonds d'art contemporain de la Villa Tamaris Pacha, Vieux moulin, Ollioules, mai 2010.
- SPSI Museum, Shanghaï, 2010.
- Christmas Group Show, galerie Porte avion, Marseille, 2011.
- Collectionner aujourd'hui, Collection Philippe Piguet, Centre d'art contemporain - Maison de la cure, Saint-Restitut, 2012.
- Replay. Séquence 1, galerie Porte avion, Marseille, janvier-mars 2014[35].
- Abstraction(s), galerie Circa, Arles, février-juin 2014[36].
- Artothèque Antonin-Artaud, Marseille, novembre 2014-janvier 2015[37].
- Les vingt-cinq ans de la Galerie du Tableau, galerie Saint-Laurent, Marseille, décembre 2014 - mars 2015[38].
- La collection d'un amateur éclairé marseillais, le Lieu Multiple, Montpellier, juin 2015[39].
- Le Japon. Fukushima pour l'avenir, La Jetée, Marseille, juin 2015[40].
- Délices d'artistes, musée d'Art de Toulon, novembre 2015 - avril 2016[41].
- Gestes et matérialités en peinture. Georges Autard, Noël Dolla, Dominique Gauthier, Joris Brantuas, château d'Assas, Le Vigan, novembre 2016-février 2017[42].
- Aux sources des années 1980. Eighties & echoes, musée de l'abbaye Sainte-Croix, Les Sables-d'Olonne, juin-septembre 2019[43].
- Quasar, la collection, Musée des Beaux-Arts de Pau, octobre 2019 - février 2020[44].
- Foire internationale d'art moderne et contemporain, Karlsruhe, 2020.

## Collections publiques

### Allemagne

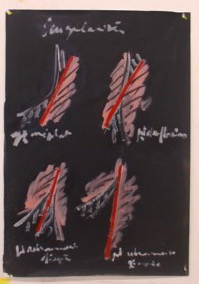
Les quatre Singularités, 1984,, localisation inconnue.

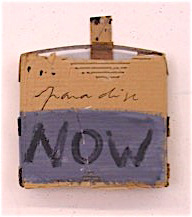
Paradise now, 2017,, localisation inconnue.

- Cologne, musée Ludwig.

### Canada
- Montréal, Musée d'art contemporain de Montréal.
- Québec, Musée national des beaux-arts du Québec[45]

### France
- Fonds régional d'art contemporain des régions Pays de la Loire, Carquefou, Centre-Val de Loire, Orléans[46], Franche-Comté, Besançon[47], Provence-Alpes-Côte d'Azur, Marseille[48], Midi-Pyrénées, Toulouse, Occitanie, Montpellier.
- Angers, artothèque.
- Céret, musée d'Art moderne[Note 3].
- Digne-les-Bains, musée Gassendi.
- La Seyne-sur-Mer, villa Tamaris.
- Mâcon, musée des Ursulines.
- Marseille :
  - artothèque Antonin-Artaud[37] ;
  - collections municipales ;
  - musée d'Art contemporain ;
  - musée Cantini.
- Martigues, musée Ziem.
- Mers-les-Bains, artothèque de l'espace Jacques-Prévert.
- Nice, musée d'Art moderne et d'Art contemporain.
- Nîmes, Carré d'art, Sans titre, huile sur toile 203,5x306,5cm[49].
- Paris :
  - Caisse des dépôts et consignations.
  - Fonds national d'art contemporain, œuvres déposées au consulat général de France à Chicago et à l'Agence d'évaluation de la recherche et de l'enseignement supérieur à Paris.
- Toulon, musée d'Art.
- Toulouse, Les Abattoirs.

### Italie
- Naples, Institut de France.

## Collections privées
- SACEM, Neuilly-sur-Seine[50].
- Quasar (collection Anne-Marie et Jean-Jacques Lescougues), Saint-André-de-Cubzac[51].
- Guy Savoy, restaurant L'Atelier Maître Albert, rue Maître-Albert, Paris[52].
- Hôtel Royal Westminster, Menton (Fondation Vacances bleues)[53].
- Jean et Gisèle Boissieu, Marseille[54].
- Jean-Louis Marcos (1947-2012), Marseille[39].
- Isabelle et Thibaut de Reimpré, château du Mirail, Crannes-en-Champagne[55].

## Citations

### Dits de Georges Autard
- « Mes textes sont écrits de façon visible même s'il m'arrive de découper les mots de façon arbitraire. Mais cette écriture est très picturale : il ne s'agit pas d'une écriture froide, typographique comme chez certains artistes conceptuels. L'écriture a toujours collé à ma peinture : au début, j'écrivais sous les images ce qu'elles représentaient : "réveil" sous l'image d'un réveil, "lunettes" sous l'image des lunettes. À un premier niveau, cela pouvait signifier que la chose était bien ceelle que l'on percevait. À un second niveau, c'était le contraire : s'il fallait des mots pour légitimer la perception, c'est que celle-ci était loin d'être garantie. Les mots introduisent un doute, un écart dans la représentation. Le redoublement de la chose percçe redouble le pouvoir d'illusion. » - Georges Autard[56]

### Réception critique
- « Autard est un peintre abstrait qui peint avec des images figuratives[57]. » - Marc Partouche
- « La vitalité des œuvres de Georges Autard est rageuse, excessive, acharnée. Dans son œuvre, le bien-peint succède au mal-peint, l'abstrait au figuratif et le narratif au dépouillement[58]. » - Pierre Manuel
- « À force de s'être imprégné de raisonnements et de schémas mathématiques, Georges Autard continue à les utiliser comme une grille commode, une toile de fond familière prête aux recouvrements de toutes sortes[7]. » - Élisabeth Védrenne
- « Le travail d'Autard, qui trouve son propre renouvellement dans sa remise en question, introduit la notion de dérèglement[59]. » - Gérald Schurr
- « Prolixe artiste marseillais, Georges Autard enveloppe les visiteurs au creux d'un ensemble d'œuvres d'une agressivie spiritualité. Proches de la publicité et du graffiti tout en entretenant des rapports avec l'Histoire de l'art, le Bouddhisme zen et le rock, ces travaux, déclinés sous différents médiums, donnent lieu à un moment de fluorescente synesthésie. Préméditée et spontanée[24]. » - Antoine Gautron
- « Ne jamais laisser la surface en repos; l'assaillir également par tous les bords; l'emplir de tout un répertoire d'images disparates ; y organiser des rencontres fortuites; la ponctuer de signes; la réserver ici, l'occulter là ; en suggérer l'idée d'une extension à l'infini ; l'enguirlander enfin de paroles érudites[5]. » - Philippe Piguet
- « Pour Georges Autard, la seule harmonie possible est celle qui fond intimement la décision et le geste réconciliés, la pensée et le corps, la pensée faite corps. La spiritualité extrême-orientale dont il se nourrit sans puritanisme stimule sa recherche d'un satori pictural[12]. » - François Valabrègue
- « Les voyages de Georges Autard lui ont fait découvrir ces autres mondes, cultures, formes d'expression où le Rien ne s'oppose pas au Tout, où le Vide seul permet de faire résonner le Plein, où la Permanence ne prend son sens que si elle fait apparaître, fulgurante, le passage sur la toile d'un instant qui déjà s'efface[21]. » - Jean-Claude Crespy
- « Mû par cet élan vital parfois exacerbé qui aiguise toute recherche d'un esprit quelque peu scientifique, mais aussi par la spiritualité d'un Extrême-Orient dont son œuvre est amplement nourrie, Georges Autard, pour qui l'acte même de peindre fait œuvre, affirme dans sa démarche l'entière souveraineté de la peinture[22]. » - Caroline Figwer

## Récompenses et distinctions
- Grand prix du 17e festival international de la peinture du Haut-de-Cagnes, 1985[60].